# Сулејман ибн Куталмиш
Сулејман ибн Куталмиш (умро 1086) био је оснивач и први владар Румског султаната, државе Селџука у Анадолији. Владао је од 1077. године до своје смрти. 

## Биографија
Сулејман је био син Куталмиша. Отац му се безуспешно борио за престо Селџучког царства са својим братом Алп Арсланом. Куталмиш умире 1064. године, а Сулејман са своја три брата бежи у планине Таурус где су им уточиште пружила племена Туркмена. Алп Арслан је на то одговорио слањем неколико казнених експедиција на Туркмене. Једино је Сулејман преживео борбу са Арслановим људима. Године 1078. византијски цар Михаило VII Дука склапа са Сулејманом савез против Нићифора III Вотанијата, команданта Анадолије који је цару оспорио право на престо. Сулејман, међутим, мења страну и прилази Нићифору који односи победу над Михаилом. Као награду за пружену помоћ, Нићифор је дозволио племенима Туркмена да се населе на другој страни Босфора, у близини саме престонице. Две године касније, Сулејман стаје на страну другог претендента на престо, Нићифора Мелисена. Убрзо је читава Битинија била у Сулејмановим рукама. Тако је успео ометати везе Цариграда и бивших византијских територија у Анадолији. Седиште Сулејманове државе била је Никеја. Године 1085. Сулејман осваја и Антиохију. Приликом освајања извршен је масакр над хришћанским становништвом. Црквене ризнице су опљачкане, а црква претворена у џамију. Сулејман је, међутим, убијен од стране Тутуша I испред зидина Антиохије. Сулејманов син, Килиџ Арслан, пао је у заробљеништво. 